# Ar-Rim-Insel
Die ar-Rim-Insel (arabisch جزيرة الريم Dschazīrat ar-Rīm, DMG Ǧazīrat ar-Rīm; englisch Al Reem Island) ist ein Wohn-, Finanz-, Tourismus- und Business-Projekt in Abu Dhabi, Vereinigte Arabische Emirate.
Entwickelt wird der neue Stadtteil auf der rund 7 Quadratkilometer großen ar-Rim-Insel, einer natürlichen, aber küstenbegradigten Insel 220 bis 500 Meter östlich vor der Küste Abu Dhabis, durch die Unternehmen Sorouh (Shams Abu Dhabi), Reem Investments und Tamouh.
Auf der Insel wurden vier Distrikte für rund 55.000 Menschen geplant, die direkten Meeresanschluss entweder mit eigener Marina oder über einen lagunenartigen Inlandskanal haben sollen:
1. Shams Abu Dhabi (Norden)
2. City of Lights (Zentrum)
3. Marina Square (Westen)
4. The Cove (Nordwesten)

Die Insel bekommt eine für Abu Dhabi ungewöhnlich hohe Bebauung mit etwa einem Dutzend hohen Wolkenkratzern im Zentrum, darunter der RAK Tower sowie der Tala Tower. Einige dieser Türme werden mit 350 bis über 400 Metern Höhe die vergleichsweise niedrigen Citybauten auf der Hauptinsel deutlich überragen.
Mit der Bebauung der entwickelten Baufelder wurde 2007 begonnen, im Jahr 2011 wurden die ersten Wohnungen übergeben. Jedoch wurden viele Projekte wegen Finanzierungsschwierigkeiten verschoben oder abgesagt.

## Bilder-Galerie

RAK Tower nach Fertigstellung
Sun Tower und Sky Tower